# Ширеш (приток Вязьмы)
Ширеш (устар. Шерсша) — небольшая река в России, протекает в Ивановской области. Устье реки находится по правому берегу реки Вязьмы в 650 м ниже моста на автодороге M7. Исток реки теряется в лесах Лежневского района. Не судоходна. Населённых пунктов вдоль русла реки нет.